# David (Bernini)
El David és una estàtua realitzada per Gian Lorenzo Bernini entre 1623 i 1624. És de grandària real (170 cm) i està executada en marbre amb gran virtuosisme tècnic. Va passar a formar part de la col·lecció del seu principal mecenes, el Cardenal Scipione Borghese, i actualment s'exposa en la Galeria Borghese.
Representa al futur rei David, un dels personatges de l'Antic Testament, el qual derrota al gegant Goliat llançant una pedra amb una fona.
Malgrat la temàtica cristiana, aquesta estàtua, entre altres de temes similars, serveix per a rescatar el tema clàssic dels joves atletes grecs, els kuroí.
En comparació amb altres versions passades del tema, com la famosa estàtua el David de Miquel Àngel, es mostren qualitats paradigmàtiques de l'escultura del Barroc. Sobre la placidesa clàssica i renaixentista, Bernini introdueix emoció i dinamisme.
Al contrari que en obres més primerenques de l'artista, aquesta obra no presenta el mateix èmfasi vertical. El cos de la figura es mostra en l'instant en què es disposa a tirar la pedra, els dos peus secundats, el cos mitjà girat. La figura està en tensió, el moviment i la potència estan implícits. La cara mostra concentració, amb la mala cara i fins i tot mossegant-se el llavi inferior. El gest impetuós de l'obra s'accentua amb el moviment serpentino, amb el que l'autor demostra el seu profund coneixement de l'anatomia en acció. El moviment en hèlix, així com la captació de l'instant, són propis del barroc. Aquest David no és el guerrer perfecte i idealitzat, sinó un molt humà esforçant-se per a aconseguir les seves metes. Després de la figura, jeuen diverses armes descartades, recordant-nos que aquesta no és una batalla guanyada a través d'un armament superior, sinó d'un esforç físic. Als seus peus, una arpa bellament tallada, que indica que David es convertirà en un poeta.
Tampoc és típic de les escultures anteriors de Bernini el representar un home, en altres obres com Apol·lo i Dafne tria models molt més joves i delicats.
El David de Donatello és una representació de l'heroi victoriós, que s'alça amb confiança. En termes polítics, es tracta d'una metàfora de la Florència que es va veure a si mateixa com el centre de l'apogeu artístic Italià del Renaixement. El David de Miquel Àngel representa el moment de la planificació, la tensió mental de la presa d'una decisió: passivitat externa, però una gran lluita interior. L'obra de Bernini, d'altra banda, plasma un ideal diferent perquè ressalta el moviment físic i el patetisme del rostre enfront del repòs i la serenitat clàssics. L'enèrgic David de la fona ha d'associar-se a la idea de combat; ha de reflectir el foc de la Contrareforma que Sant Ignasi de Loyola desitjava estendre per l'Europa protestant, és per això que aquesta imatge se situa en el corrent cultural de el Barroc catòlic.